# Wolfenstein II: The New Colossus
Wolfenstein II: The New Colossus – gra komputerowa będąca połączeniem przygodowej gry akcji i strzelanki pierwszoosobowej, będąca kontynuacją Wolfenstein: The New Order z 2014 roku. Stworzona została przez szwedzkie studio MachineGames, a wydana przez firmę Bethesda Softworks 27 października 2017 roku. Podtytuł gry nawiązuje do sonetu Emmy Lazarus Nowy kolos, cytowanego przez BJ-a Blazkowicza pod koniec pierwszej części.

## Fabuła
Akcja gry rozgrywa się w alternatywnym roku 1961, piętnaście lat po tym, jak naziści wygrali II wojnę światową. W wyniku ataku na główną kwaterę Wilhelma „Trupiej Główki” Strassego, William „B.J.” Blazkowicz odnosi rany. Odzyskuje przytomność w Stanach Zjednoczonych, gdzie – ścigany przez Irene Engel – przyłącza się do amerykańskiego ruchu oporu. Według zapowiedzi twórców, znajomość fabuły pierwszej części nie jest wymagana do zrozumienia kontynuacji.

## Rozgrywka
The New Colossus jest strzelanką pierwszoosobową z elementami przygodowej gry akcji, w której gracz wciela się w postać BJ-a Blazkowicza, amerykańskiego żołnierza polsko-żydowskiego pochodzenia walczącego z nazistami. Podobnie jak w części pierwszej, bohater w walce może korzystać z dwóch broni jednocześnie. W odróżnieniu od pierwowzoru, gdzie mógł korzystać z dwóch takich samych broni, w The New Colossus może dzierżyć dwie różne, np. pistolet i karabin. Chociaż gra będzie liniowa, gracz otrzymuje pewną swobodę w kwestii wyboru podejścia. Może albo starać się zlikwidować wrogów metodycznie i taktycznie, korzystając z otoczenia i dostępnego arsenału broni, albo zdecydować się na podejście bezpośrednie i brutalne. W walce bohater korzystać może z egzoszkieletu. W The New Colossus pojawią się zarówno przeciwnicy występujący w poprzednich odsłonach serii, jednak ulepszeni lub korzystający z nowszych technologii, jak również zupełnie nowi. Wśród nowych broni pojawi się topór.

## Produkcja
Pierwsze informacje o grze pojawiły się 22 września 2015 roku, kiedy aktorka Alicja Bachleda-Curuś, w pierwszej części udzielająca głosu postaci Ani Oliwy, w programie Dzień dobry TVN ujawniła, że pracuje nad kontynuacją pewnej gry. Chociaż nie podała jej tytułu, na podstawie jej dorobku aktorskiego i innych informacji udzielonych w wywiadzie internauci ustalili, że chodzi o kontynuację Wolfenstein.
Podczas konferencji prasowej Bethesdy w trakcie targów Electronic Entertainment Expo w 2016 w jednym z materiałów filmowych pojawiła się ukryta wiadomość wskazująca, że kontynuacja będzie nosiła podtytuł The New Colossus. 20 października 2016 roku Brian Bloom, udzielający głosu BJ-owi Blazkowiczowi, w wywiadzie dla serwisu Two Left Sticks zdradził, że prace nad kontynuacją trwają i są w bardzo zaawansowanym stadium.
Oficjalna zapowiedź gry miała miejsce 12 czerwca 2017 roku podczas targów Electronic Entertainment Expo, gdzie podczas konferencji Bethesdy zaprezentowano jej ośmiominutowy zwiastun. Na dwa dni przed konferencją niemieckojęzyczny sklep internetowy Amazon przedwcześnie opublikował kartę gry, wskazującą, że zostanie ona wydana 27 października 2017. Podczas konferencji data ta została potwierdzona przez Bethesdę.
W nagraniach do The New Colossus wzięło udział około stu aktorów głosowych, a na potrzeby gry zrealizowano około trzech godzin przerywników filmowych.

## Nagrody
| Rok  | Nagroda            | Kategoria                                 | Odbiorca                            | Rezultat  | Źródło        |
| ---- | ------------------ | ----------------------------------------- | ----------------------------------- | --------- | ------------- |
| 2017 | Game Critics Award | najlepsza gra akcji                       | Wolfenstein II: The New Colossus    | wygrana   | [ 13 ]        |
| 2017 | Game Critics Award | najlepsza gra                             | Wolfenstein II: The New Colossus    | nominacja | [ 14 ]        |
| 2017 | Game Critics Award | najlepsza gra na PC                       | Wolfenstein II: The New Colossus    | nominacja | [ 14 ]        |
| 2017 | Game Critics Award | najlepsza gra na konsole                  | Wolfenstein II: The New Colossus    | nominacja | [ 14 ]        |
| 2017 | The Game Awards    | najlepsza gra akcji                       | Wolfenstein II: The New Colossus    | wygrana   | [ 15 ]        |
| 2017 | The Game Awards    | najlepsza reżyseria gry                   | Jens Matthies                       | nominacja | [ 15 ]        |
| 2017 | The Game Awards    | najlepsza fabuła                          | Jens Matthies, Tommy Tordsson Björk | nominacja | [ 15 ]        |
| 2017 | The Game Awards    | najlepszy występ aktorski                 | Brian Bloom (William Blazkowicz)    | nominacja | [ 15 ]        |
| 2018 | D.I.C.E. Awards    | gra akcji roku                            | Wolfenstein II: The New Colossus    | nominacja | [ 16 ] [ 17 ] |
| 2018 | D.I.C.E. Awards    | wybitne osiągnięcie w pisaniu historii    | Jens Matthies, Tommy Tordsson Björk | nominacja | [ 16 ] [ 17 ] |
| 2018 | D.I.C.E. Awards    | wybitne osiągnięcie w komponowaniu muzyki | Mick Gordon, Martin Stig Andersen   | nominacja | [ 16 ] [ 17 ] |